# Florian Henckel von Donnersmarck
Pour les articles homonymes, voir Henckel et Donnersmarck.
Florian Henckel von Donnersmarck, né le 2 mai 1973 à Cologne (Allemagne), est un scénariste, producteur et réalisateur allemand.
Issu d'une vieille famille noble de Haute-Silésie, les Henckel von Donnersmarck, il a le titre de Graf (équivalent de comte).
Il est principalement connu pour avoir écrit et réalisé le film La Vie des autres, pour lequel il a remporté l’Oscar du meilleur film en langue étrangère.

## Biographie
Florian Henckel von Donnersmarck a grandi entre New York, Berlin, Francfort et Bruxelles. Après des études de russe à l'Université Nationale d'Architecture et du Génie civil à Saint-Pétersbourg, il étudie les sciences politiques, la philosophie et l’économie au New College de l'université d'Oxford.
Assistant sur Le Temps d'aimer (In Love and War) de Richard Attenborough, il intègre la prestigieuse Hochschule für Fernsehen und Film München (École supérieure de cinéma et de télévision de Munich), où il se spécialise en réalisation. Il y écrit et met en scène plusieurs courts métrages, comme Dobermann (1999), Les Mythes urbains (2001) et Le Templier (2002). La Vie des autres (Das Leben der Anderen), auquel il travaille de 2002 à 2006, est son premier long-métrage.
Florian est le fils de Leo-Ferdinand Graf Henckel von Donnersmarck, qui était président de la division allemande de l'ordre souverain de Malte, et de Anna Maria von Berg. Il a la nationalité allemande et autrichienne, bien qu'il n'ait jamais vécu en Autriche. Il est le frère cadet du scénariste Sebastian Graf Henckel von Donnersmarck. Son oncle, Gregor Henckel von Donnersmarck, a été abbé à l'abbaye de Heiligenkreuz, près de Vienne.
Florian et sa femme, la juriste Christiane Asschenfeldt, ex-directrice de Creative Commons International ont trois enfants : Lara Cosima (née en 2003), Leo Sylvester (né en 2005) et Alexis Lazarus (né en 2007). Ils vivent à Los Angeles et à Berlin.
Son film La Vie des autres lui a valu de nombreuses récompenses : « meilleur film » et « meilleur réalisateur » au Prix du film allemand de 2006 ; « film européen de l'année » et « scénariste européen de l'année » aux Prix du cinéma européen de 2006 (l'acteur principal du film, Ulrich Mühe, a également été récompensé, comme « acteur européen de l'année ») ; Best Foreign Language Film (« meilleur film en langue étrangère ») aux Los Angeles Film Critics Association Awards de 2006 ; nomination au Golden Globe du meilleur film en langue étrangère de 2007 (le prix a été décerné à Lettres d'Iwo Jima de Clint Eastwood) ; Oscar du meilleur film en langue étrangère de 2007 ; British Academy Award du meilleur film étranger de 2008 ; César du meilleur film étranger de 2008.
Son deuxième film, The Tourist, que Donnersmarck a réécrit, a réalisé et a achevé en moins de 11 mois (dit Charlie Rose, il avait voulu une pause dans l'écriture d'un scénario sombre sur le suicide), est un thriller romantique enjoué avec Angelina Jolie et Johnny Depp. Il a été nommé pour trois Golden Globes: meilleure comédie musicale ou comédie, Johnny Depp pour un acteur de Musical ou de Comédie et Angelina Jolie pour une actrice de Musical ou de Comédie,. Il a également remporté trois mises en candidature Teen Choice Awards (meilleur film, meilleur acteur, meilleure actrice. ), en remportant les deux prix d'interprétation, et le Redbox Movie Award pour le plus loué drame de 2011. Il a jusqu'ici rapporté 278,3 millions $ US au box-office mondial, incitant The Hollywood Reporter à le proclamer un "hit international".
Florian Henckel von Donnersmarck a été invité à rejoindre l'Academy of Motion Picture Arts and Sciences (Académie des arts et des sciences du cinéma) en juin 2007.
Selon The Hollywood Reporter fin octobre 2016, il réalisera une série télévisée adaptée de la série de bande dessinée Thorgal de Jean Van Hamme et Grzegorz Rosiński,,.
En 2018, son nouveau long métrage, L'Œuvre sans auteur (Werk ohne Autor), est sélectionné à la Mostra de Venise et remporte le prix Arca CinemaGiovani et le Leoncino d'Oro Agiscuola. Le film obtient également deux nominations aux Oscars 2019, dont l'Oscar du meilleur film en langue étrangère.

## Filmographie

### Courts métrages
- 1997 : Mitternacht — coréalisé avec son frère Sebastian Henckel-Donnersmarck — aussi coscénariste, producteur, monteur
- 1998 : Das Datum — coréalisé avec son frère Sebastian Henckel-Donnersmarck — aussi coscénariste, producteur, monteur
- 1999 : Dobermann — aussi scénariste, producteur, monteur
- 1999 : Le Templier (Der Templer) — coréalisé avec son frère Sebastian Henckel-Donnersmarck — aussi coproducteur

### Longs métrages
- 2006 : La Vie des autres (Das Leben der Anderen) — aussi scénariste, coproducteur
- 2010 : The Tourist — aussi scénariste
- 2018 : L'Œuvre sans auteur (Werk ohne Autor)

## Distinctions

### Récompenses
- 2000 : Universal Studios Germany, Prix Shocking Shorts du meilleur court métrage pour Dobermann
- 2000 : Prix Max-Ophüls du meilleur court métrage pour Dobermann
- Los Angeles Film Critics Association Awards 2006 : Meilleur film en langue étrangère pour La Vie des autres
- Prix du cinéma européen 2006 : Meilleur film et meilleur scénariste pour La Vie des autres
- Prix du film allemand 2006 : Meilleur film et meilleur réalisateur pour La Vie des autres
- Oscars 2007 : Oscar du meilleur film en langue étrangère pour La Vie des autres
- Césars 2008 : César du meilleur film étranger pour La Vie des autres
- Baftas 2008 : British Academy Award du meilleur film étranger pour La Vie des autres
- Teen Choice Awards 2011 : Deux récompenses pour The Tourist
- RedBox Movie Award  2011 : Récompense pour The Tourist

### Nominations
- Teen Choice Awards 2011 : 3 nominations pour The Tourist
- Golden Globes 2011 : Trois nominations pour The Tourist

### Honneurs et décorations
- Ordre du Mérite de Bavière
- Ordre du Mérite de Rhénanie-du-Nord-Westphalie
- Chevalier de l'ordre des Arts et des Lettres
- Membre de l'Academy of Motion Picture Arts and Sciences
- 2009 : Società Dante Alighieri pour la Médaille d'or du Mérite
- En 2011, Donnersmark a été honoré par l'Université d'Oxford, en étant un des cent membres les plus distingués des dix derniers siècles. D'autres lauréats ont été honorés aussi comme Duns Scot, Guillaume d'Ockham, Erasmus de Rotterdam, Saint Thomas More, John Locke, Christopher Wren, Adam Smith, Lawrence d'Arabie, Oscar Wilde, J. R. R. Tolkien et les plus anciens de l'Université Rupert Murdoch, Bill Clinton et Stephen Hawking. Pour la couverture du prospectus de l'année 2011, l'Université d'Oxford a nommé 100 rues dans le centre historique d'Oxford pour ces diplômés. La route supérieure Oxpens a reçu dans le prospectus le nom de Florian Henckel von Donnersmarck.
- Donnersmark est membre du Conseil International au Musée d'Art moderne de New York, l'Ordre français des Arts et des Lettres, les bavarois[Quoi ?], et les ordres du mérite de Rhénanie-Westphalie.
- En 2013, il est nommé Young Global Leader par le Forum économique mondial.

## Influence
- Le film La Vie des autres de Donnersmark a été classé 2e après La vie est belle de Roberto Benigni, et devant Le Fabuleux Destin d'Amélie Poulain de Jean-Pierre Jeunet dans l'enquête « L'Europe en liste » pour la question meilleur film européen de tous les temps[9].
- Le dramaturge allemand René Pollesch a écrit une pièce de théâtre sur Donnersmarck, et sa motivation pour écrire La Vie des autres pour la Volksbühne Berlin[réf. nécessaire].
- En 2010, dans une entrevue avec le journal britannique The Guardian, le réalisateur Howard Davies a nommé Donnersmarck comme l'artiste qu'il admirait le plus[réf. nécessaire].
- René Pollesch a écrit une pièce de théâtre, L'Affaire Martin !, qui se moquait de Von Donnersmarck. Selon Pollesch, les parents du directeur, qui ont assisté au spectacle, sont venus derrière les coulisses pour dire qu'ils l'aimaient[pas clair][10].
- Après l'avoir rencontré au Forum économique mondial de Davos, Jay Nordlinger, a écrit pour le National Review, une description de Donnersmarck comme étant « l'une des personnes les plus impressionnantes de la planète »[11].
- En décembre 2012, l'université de Leeds a organisé un symposium de deux jours sur le travail de Donnersmarck au Weetwood Hall, avec des documents présentés par onze professeurs venus du monde entier, parmi lesquels David Bathrick de l'université Cornell, Eric Rentschler de l'université Harvard et Jaimey Fisher de l'UC Davis[12]. Paul Cooke, de l'université de Leeds, a présenté une communication intitulée Dialogue de Henckel von Donnersmarck avec Hollywood: de La vie des autres à The Tourist (2010), dans lequel il a examiné comment dans The Tourist, Donnersmarck utilise son « point de vue culturel européen d'accroître plutôt que critiquer les valeurs fondamentales de Hollywood cinéma de genre », tout en décrivant le film comme un « rejet conscient de tout frénétisme de Hollywood »[13]. Les documents ont été publiés sous forme de livre par de Gruyter en juin 2013. Une conférence donnée par Donnersmarck à l'université de Cambridge, le 10 octobre 2008, et une introduction par Paul Cooke ont été ajoutées dans un premier chapitre[13].